# دافيد ميلشتاين
ديفيد ميلشتاين David Milstein (من مواليد 4 يونيو 1947) هو كيميائي إسرائيلي.
حصل على جائزة إسرائيل لعام 2012 في الكيمياء والفيزياء

## التعليم والحياة المبكرة
ولد ميلشتاين عام 1947 في أولم بألمانيا حيث لجأت عائلته بعد نزوحهم خلال الهولوكوست. هاجر مع عائلته إلى دولة إسرائيل المؤسسة حديثاً وهو في الثانية من عمره. كان ميلشتاين مفتونًا بالكيمياء لأول مرة عندما التحق بالمدرسة الثانوية في مدينة رحوفوت حيث ألهمه "مدرس كيمياء متحمس من الطراز القديم ولم يكن يهتم كثيرًا بالمدارات" "بتجارب حية ومثيرة للتفكير".  حصل ميلشتاين على بكالوريوس العلوم , والماجستير والدكتوراه في الكيمياء من الجامعة العبرية في القدس.

### جوائز
- 2019 تم انتخابه عضوًا أجنبيًا في الجمعية الملكية
- 2018 تم انتخابه عضوا في الأكاديمية الوطنية الأمريكية للعلوم
- 2017 حائز على الجائزة الأوروبية للكيمياء العضوية المعدنية
- 2017 حائز على الميدالية الذهبية للجمعية الكيميائية الإسرائيلية
- حائز على جائزة إيني لحماية البيئة لعام 2016 [5]
- انتخابات 2012 لعضوية الأكاديمية الإسرائيلية للعلوم والإنسانيات
- حائز على جائزة إسرائيل لعام 2012 في الكيمياء والفيزياء
- جائزة هومبولت للأبحاث من مؤسسة ألكسندر فون هومبولت ، 2011
- جائزة الجمعية الكيميائية الأمريكية لعام 2007 في الكيمياء العضوية المعدنية
- بحث اختاره موقع Science ضمن أهم 10 إنجازات علمية كبرى لعام 2007
- جائزة الجمعية الكيميائية الإسرائيلية لعام 2006
- انتخاب لعضوية الأكاديمية الألمانية للعلوم ليوبولدينا 2006
- أستاذ زائر، معهد ميلر، جامعة كاليفورنيا، بيركلي، ربيع 2006
- جائزة آي إم كولثوف في الكيمياء، 2002 (التي يمنحها التخنيون، معهد إسرائيل للتكنولوجيا)
- جائزة باولو تشيني التذكارية لعام 1999 (التي تمنحها الجمعية الكيميائية الإيطالية)